# Teglatfalassar II
Teglatfalassar II o també Tiglath-Pilèser II, i en accadi Tukulti-apil-Ešarra II va ser rei d'Assíria potser entre l'any 967 aC i el 935 aC, segons la Llista dels reis d'Assíria. El seu regnat de 37 anys és un dels més llargs, sense arribar al petit grup de més de 40 anys, però tot i així les dades conegudes són molt reduïdes.
Era fill d'Aixurreixixi II al que va succeir a la seva mort. Va morir el 935 aC i el va succeir el seu fill Aixurdan II, segons la Llista dels reis d'Assíria.